# Генрих X Хойнувский
Генрих X Хойнувский (пол. Henryk X chojnowski, нем. Heinrich X von Liegnitz-Haynau; ок. 1426 — до 28 мая 1452) — князь Любинский в 1441—1446 годах и Хойнувский в 1441—1452 годах (вместе с братом Иоганном I), князь Бжегский в 1443—1450 годах (вместе с братом Иоганном I).

## Биография
Представитель Силезских Пястов. Младший (второй) сын Людвика III, князя Олавского, Любинского и Хойнувского (ум. 1441), и Маргариты Опольской (1412/1414 — 1454), дочери князя Болько IV Опольского.
В 1441 году после смерти князя Людвика III Любинского его сыновья Иоганн I и Генрих X получили в совместное владение Любинское и Хойнувское княжества. Их мать, вдовствующая княгиня Маргарита Опольская, получила в пожизненное владение Олаву в качестве вдовьего удела. Братья взяли на себя отцовские претензии на наследство Людвика II, князя Бжегского и Легницкого (ум. 1436), сводного брата их деда Генриха IX. Людвик II, не имея мужских потомков, оставил в пожизненное владение своему жене Елизавете Бранденбургской Легницу и Бжег в качестве вдовьего удела. В 1443 году Елизавета Бранденбургская вынуждена была уступить Бжегское княжество князьям Иоганну I Любинскому и Генриху X Хойнувскому.
В 1446 году и-за тяжелого материального положения князя-соправители Иоганн I и Генрих X продали Любин князю Генриху ІХ Глогувскому.
В 1450 году князья Иоганн I и Генрих X и-за тяжелых финансовых проблем продали Бжегское княжество своему дяде по материнской линии, князю Николаю I Опольскому. Братья продолжали владеть Хойнувом и Стшелином.
В 1452 году князь Генрих X Хойнувский скончался не женатым и бездетным. После смерти Генриха его старший брат Иоганн I стал единоличным правителем Хойнувского княжества.